# Narrabri
Narrabri is een plaats in de Australische deelstaat New South Wales, en telt 5903 inwoners (2016).